# Гевенайм
Гевена́йм (фр. Guewenheim) — коммуна на северо-востоке Франции в регионе Гранд-Эст (бывший Эльзас — Шампань — Арденны — Лотарингия), департамент Верхний Рейн, округ Тан — Гебвиллер, кантон Мазво. До марта 2015 года коммуна административно входила в состав упразднённого кантона Тан (округ Тан).
Площадь коммуны — 8,55 км², население — 1205 человек (2006) с тенденцией к росту: 1333 человека (2012), плотность населения — 155,9 чел/км².

## Население
Численность населения коммуны в 2011 году составляла 1326 человек, а в 2012 году — 1333 человека.
| 1962 | 1968 | 1975 | 1982 | 1990 | 1999 | 2006 | 2011 | 2012 |
| ---- | ---- | ---- | ---- | ---- | ---- | ---- | ---- | ---- |
| 798  | 778  | 833  | 877  | 1140 | 1176 | 1205 | 1326 | 1333 |

Динамика населения:

## Экономика
В 2010 году из 855 человек трудоспособного возраста (от 15 до 64 лет) 646 были экономически активными, 209 — неактивными (показатель активности 75,6 %, в 1999 году — 72,7 %). Из 646 активных трудоспособных жителей работали 597 человек (315 мужчин и 282 женщины), 49 числились безработными (17 мужчин и 32 женщины). Среди 209 трудоспособных неактивных граждан 72 были учениками либо студентами, 91 — пенсионерами, а ещё 46 — были неактивны в силу других причин.
На протяжении 2011 года в коммуне числилось 517 облагаемых налогом домохозяйств, в которых проживало 1318 человек. При этом медиана доходов составила 22568 евро на одного налогоплательщика.

## Достопримечательности (фотогалерея)

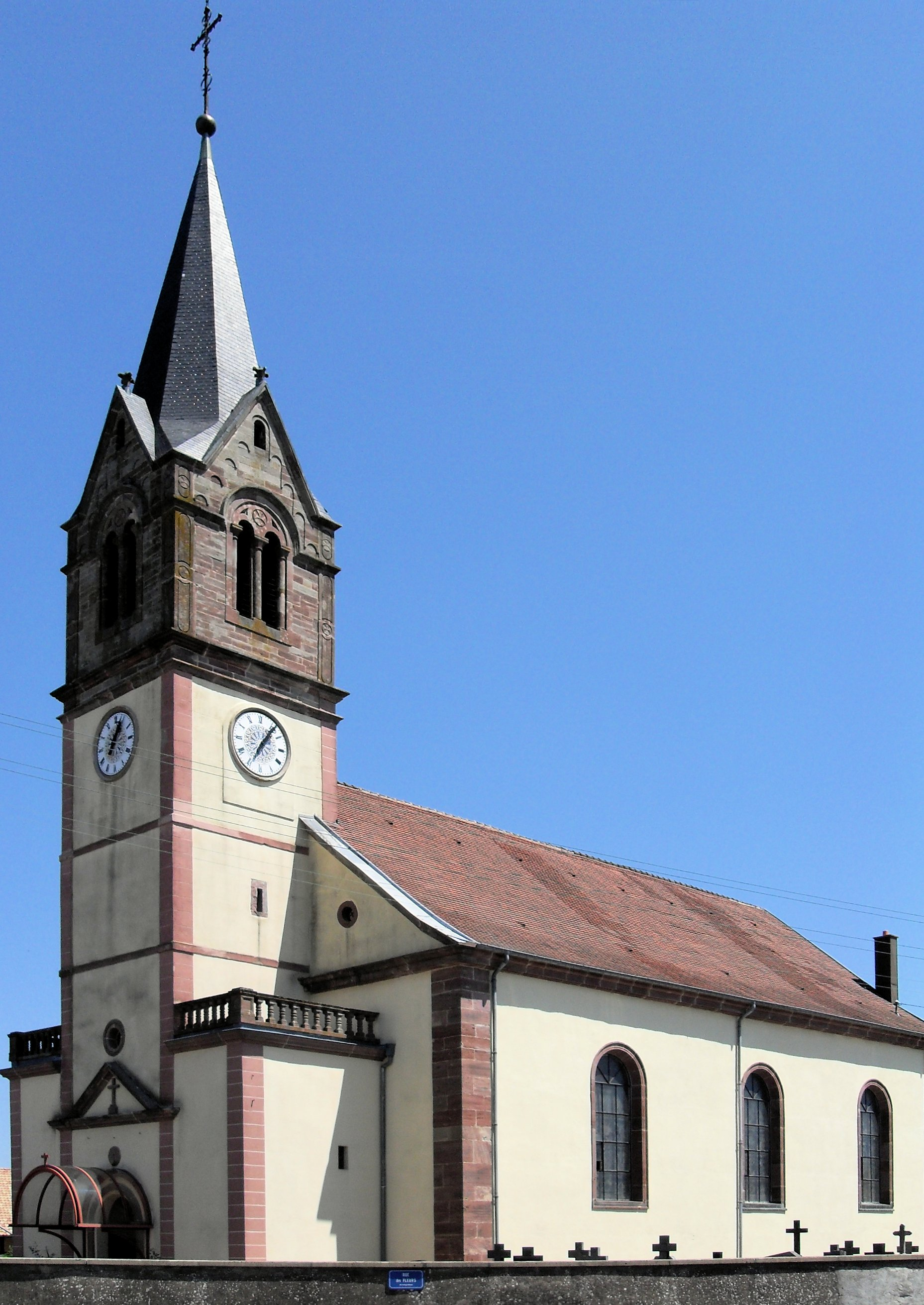
Церковь
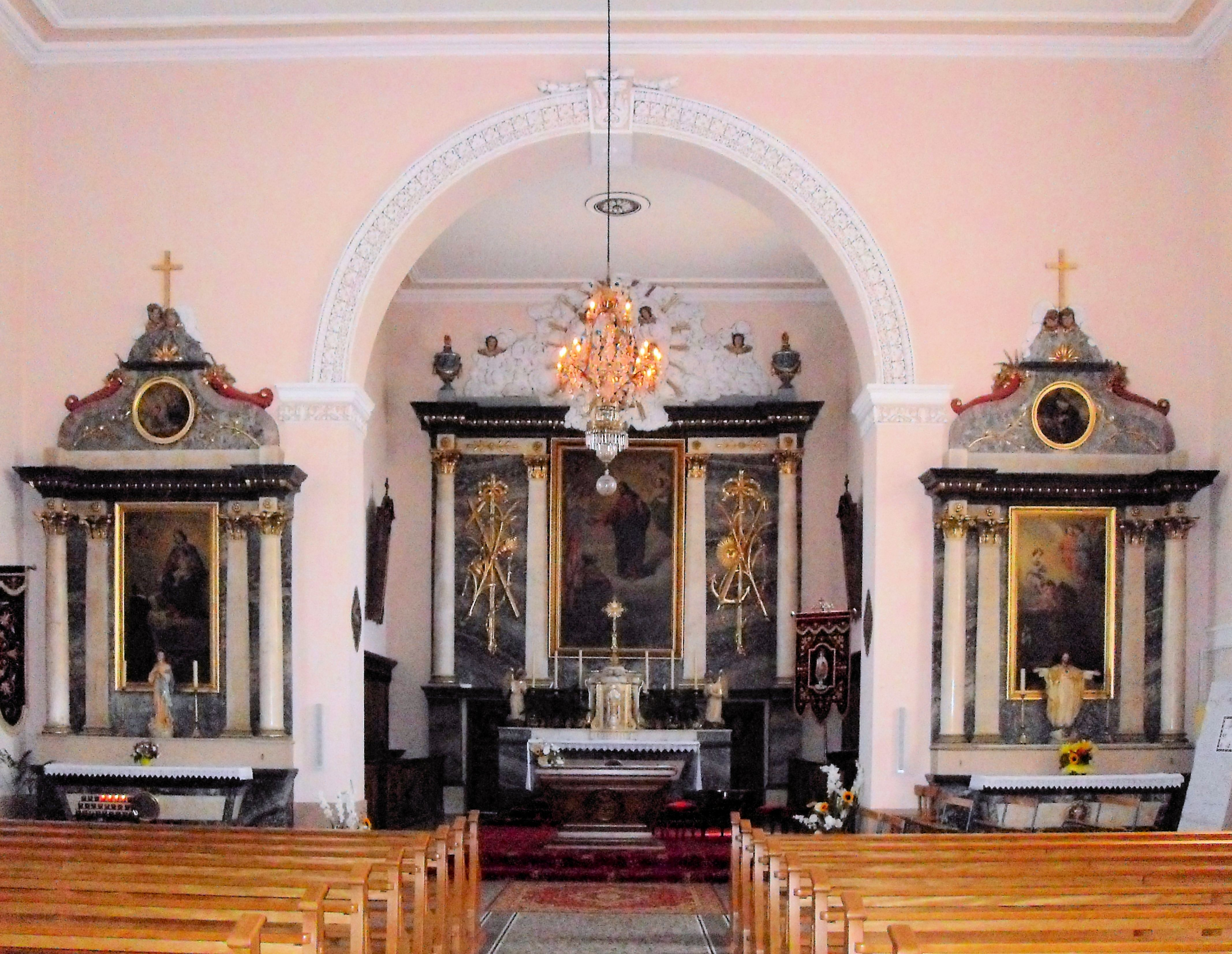
Внутренне убранство
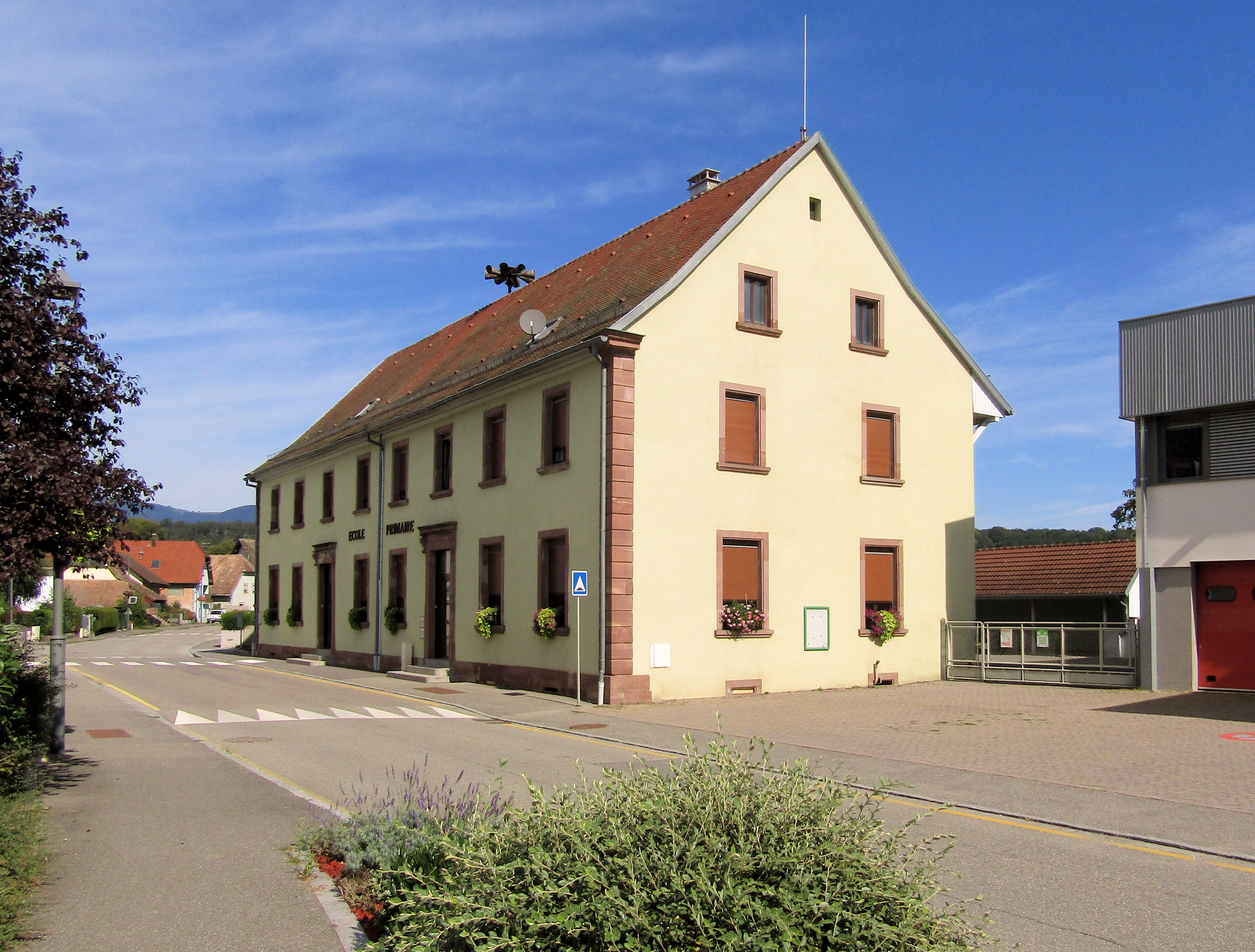
Здание школы
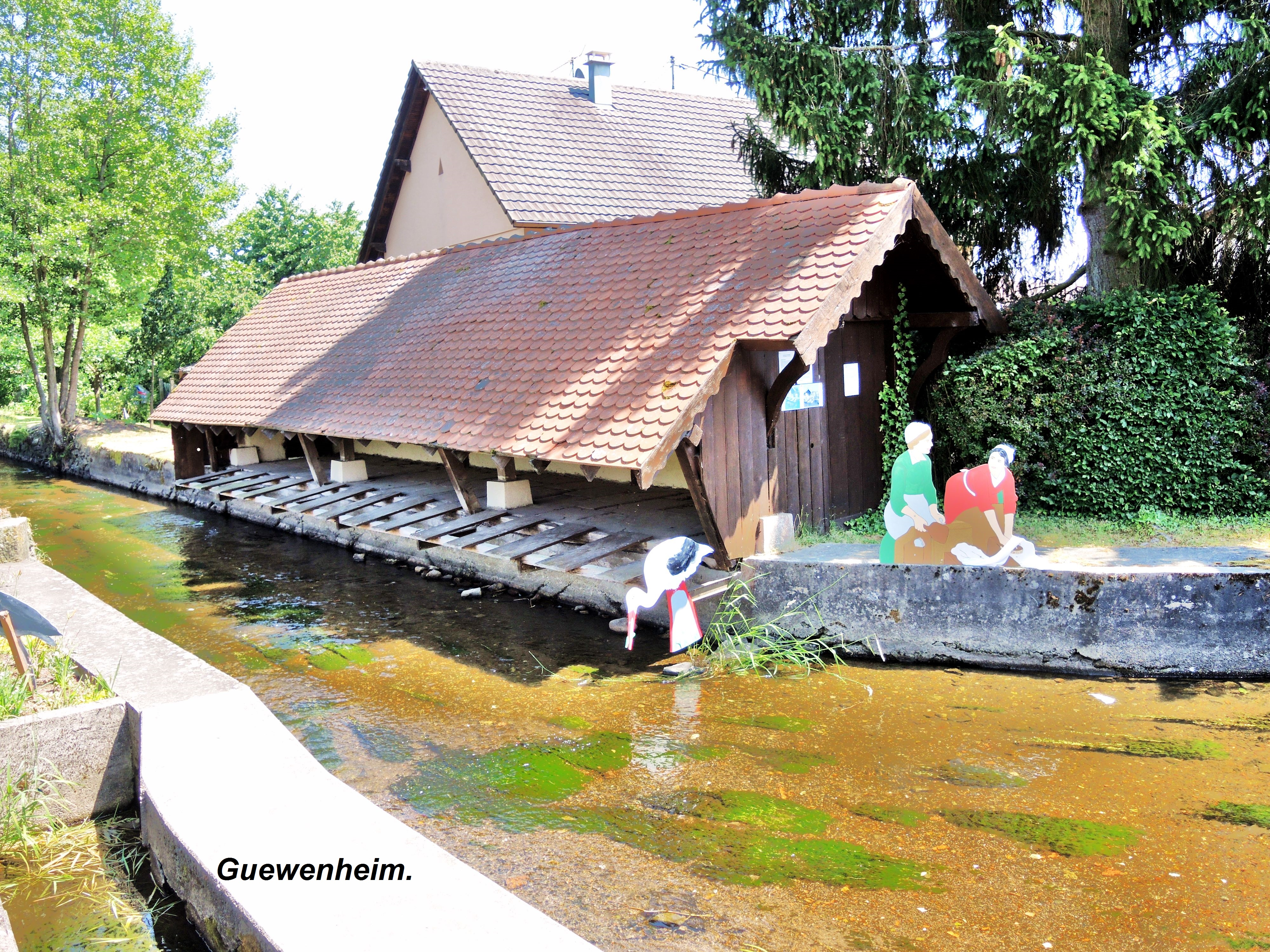
Лавуар